# Енеїда (опера Лисенка)
«Енеїда» — опера на 3 дії українського композитора   Миколи Лисенка. Лібрето Людмили Старицької-Черняхівської. Вперше опера поставлена 23 листопада 1910 року в Театрі Миколи Садовського в Києві під орудою Ганса Єлінека. Перший виконавець партії Енея — Володимир Золденко.

## Авторство лібрето
Автором лібрето (за мотивами першої частини однойменної поеми Івана Котляревського) впродовж довгого часу вважали Миколу Садовського. Однак пізніше дослідження виявило, що Садовському як керівникові театру належала лише сама ідея опери, а лібрето уклала Людмила Старицька-Черняхівська. Авторство лібрето було «передано» Старицькому, оскільки він вже мав дозвіл цензури на інсценізацію «Енеїди» Котляревського (отриманий ще у 1890-і роки) і не мусив звертатись за новим дозволом.

## Сюжет
Дія опери розгортається на Землі і Олімпі, в обителі богів. Якщо тема Дідони і Енея одержала одухотворенно ліричне втілення, то сцени богів мають сатиричний характер. Котляревський у поемі дав пародійне бурлескне трактування міфу й поеми Вергілія. Лисенко наситив бурлеск злободенним політичним змістом. Боги на Олімпі — це сатиричне зображення паразитарного самодержавного ладу. Бог війни Марс — грубий солдафон і селадон; «Грізний» Юпітер — набундючений фанфарон, боягуз, п'яниця й ненажера. Боги проводять час у безперервних гульбах. Музичні портрети Марса, Юпітера й Бахуса мають бравурний характер. Венера співає віртуозно-колоратурний Вальс. В основу музичної характеристики Енея і Дідони покладена українська народна пісня. Опері притаманне поєднання української пісенності, лірики, бурлеску, буфонади. Найкращі сторінки її — прощання Енея й Дідони (фінал), картина моря.

## Популярність
Найбільшої популярності набули Вальс Венери - ефектний концертний номер, а також оркестровий вступ до другої дії — «Юпітерів похід» («Кортеж богів») — після інтродукції, з величним маршовим супроводом в оточенні фанфар і могутніх акордів фортіссімо.